# Rivière Blanche (rivière au Pin)
Pour les articles homonymes, voir Rivière Blanche.
La rivière Blanche est un affluent de la rivière au Pin laquelle est un affluent de la rivière Bécancour ; cette dernière se déverse sur la rive sud du fleuve Saint-Laurent.
La rivière Blanche coule dans les municipalités de Saint-Jacques-le-Majeur-de-Wolfestown et Saint-Julien, dans la municipalité régionale de comté (MRC) des Appalaches, dans la région administrative de Chaudière-Appalaches, dans la province de Québec, au Canada.

## Géographie
Les principaux bassins versants voisins de la rivière Blanche sont :
- côté nord : rivière au Pin (rivière Bécancour), rivière Bécancour, étang Strater ;
- côté est : rivière Bécancour, Lac Breeches, rivière Coleraine ;
- côté sud : rivière Coulombe Nord, ruisseau de l'Aunière, lac Nicolet ;
- côté ouest : rivière Nicolet, rivière des Vases, ruisseau Grimard, rivière Bulstrode.

La rivière Blanche tire sa source dans les montagnes sur la rive nord du lac Breeches, dans la municipalité de Saint-Jacques-le-Majeur-de-Wolfestown. Cette zone de tête est situé à 2,6 km au sud-est de la « Colline du Chalet » (altitude : 445 m), à 3,4 km au sud-est du village de Saint-Jacques-le-Majeur-de-Wolfestown et à 0,9 km au nord-est du Lac Breeches.
À partir de sa zone de tête, la rivière Blanche coule sur 12,2 km répartis selon les segments suivants :
- 3,0 km vers le nord, jusqu'à la route 263 ;
- 2,7 km vers le nord, jusqu'au pont de la route du 4e rang ;
- 1,5 km vers le nord, jusqu'à la limite municipale entre Saint-Jacques-le-Majeur-de-Wolfestown et Saint-Julien ;
- 2,0 km vers le nord, jusqu'au pont d'une route ;
- 1,1 km vers l'est, jusqu'à une route ;
- 1,9 km vers le nord-est, jusqu'à sa confluence.

La rivière Blanche se déverse sur la rive ouest de la rivière au Pin (rivière Bécancour). Cette confluence est située à l'est du village de Saint-Julien, à l'ouest du Mont Caribou et à 1,1 km en aval de la limite entre Irlande) et Saint-Julien.

## Toponymie
Le toponyme « rivière Blanche » a été officialisé le 7 août 1978 à la Commission de toponymie du Québec.